# 水ヶ瀞ダム
水ヶ瀞ダム（みずがとろダム）は、山形県西村山郡西川町、一級河川・最上川水系寒河江川に建設されたダム。かつては新水ヶ瀞ダムともいわれた。高さ34メートルの重力式コンクリートダムで、東北電力の発電用ダムである。同社の水力発電所・水ヶ瀞発電所に送水し、最大5,000キロワットの電力を発生する。

## 歴史

### 建設
最上川水系における水力発電は1898年（明治31年）、寒河江川に白岩発電所（600キロワット）が建設されたことに始まる。かつて当地に存在した電力会社・山形電気は1927年（昭和2年）、寒河江川にて水ヶ瀞発電所の建設に着手し、1929年（昭和4年）12月に完成させた。
現在の水ヶ瀞発電所は水車発電機を収めた建物をダム直下に置いたダム式発電所であるが、当時はダム水路式発電所といって、上流のダムに貯えた水を水路によって発電所建物まで導く形をとっていた。発電所建物は現在の水ヶ瀞ダム（新水ヶ瀞ダム）のある位置にあり、115.24メートルの落差と13.9立方メートル毎秒の水を利用し、最大1万2,700キロワットの電力を発生することができた。一方の水ヶ瀞ダムは現在の月山大橋の真下あたりに位置していた。当時の水ヶ瀞ダムは高さ22メートル（24.2メートルという説もある）の重力式コンクリートダムで、ダム周辺の地名をとって月山沢ダムとも呼ばれていた。
しかし、完成後間もなく訪れた恐慌の影響から電力需要は伸びず、会社は経営の危機に陥ってしまう。社員への給料は半減し、株式会社でありながら株主への配当もままならなくなった。これに責任を感じたのか、当時の社長は自殺に追い込まれた。やがて電気事業の国家管理が進み、水ヶ瀞発電所は1939年（昭和14年）、日本発送電に移管。戦後になると日本発送電は分割・民営化され、最終的には東北電力に移管された。

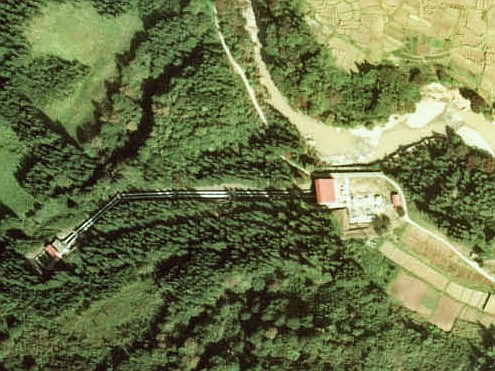
旧水ヶ瀞発電所

### 再開発
寒河江川では1967年（昭和42年）の羽越豪雨などの水害を契機に治水対策が検討されており、1972年（昭和47年）に建設省東北地方建設局（現・国土交通省東北地方整備局）は寒河江川総合開発事業の中核として寒河江ダムの建設を計画した。寒河江ダムは高さ112メートルのロックフィルダムで、洪水調節・不特定利水・かんがい・上水道・発電を目的とする、建設省（国土交通省）直轄の多目的ダム（特定多目的ダム）である。寒河江ダムの完成により水ヶ瀞ダムが水没することになるため、東北電力は水ヶ瀞発電所の廃止を決定。その代わり、寒河江ダムの目的のうち発電を担当することになった。本道寺発電所（7万5,000キロワット）・新水ヶ瀞発電所（5,000キロワット）を建設し、当地における水力発電事業の規模を大幅に増強させることにした。
本道寺発電所は寒河江ダム右岸の地下空間に水車発電機を置いた地下式発電所である。寒河江ダムから水を取り入れて発電するが、それは電気が大量に消費される時間帯に集中して行われている。こうした運用をとるため、一定でない発電所からの放流量を調整することを目的として、新水ヶ瀞ダムの建設が計画された。本道寺発電所で発電に使用した大量の水を一時的に貯え、新水ヶ瀞発電所を通じて一定量を放流し続けることで、下流の急激な増減水を抑えるというものである。本道寺・新水ヶ瀞両発電所の合計出力は再開発前の6.3倍に相当する8万キロワットとなり、最上川水系において最大の出力を誇る発電所群となった。なお、その後名称から「新」が取れ、現在は水ヶ瀞ダム・水ヶ瀞発電所と呼ばれるようになっている。

## 周辺
国道112号・道の駅にしかわから寒河江川を上流に向かって進むと、水ヶ瀞ダムを過ぎて寒河江ダムへと至る。水ヶ瀞ダムから寒河江ダムまでの間には、漁業権を持つ最上第二漁業協同組合によって寒河江川本道寺特別釣り場「本道寺釣り道場」が運営されている。ここでは入漁料と引き替えにヤマメやニジマス、イワナなどを釣ることができる。ただ、6月から11月までの間は、寒河江ダムからのフラッシュ放流が週一回実施される。放流量は小規模ながらも急激に増水するので、サイレンが鳴った時は速やかに退避しなければならない。このほか基本的なことになるが台風や集中豪雨の際は増水しているおそれが大きいので、川には近寄らないことである。

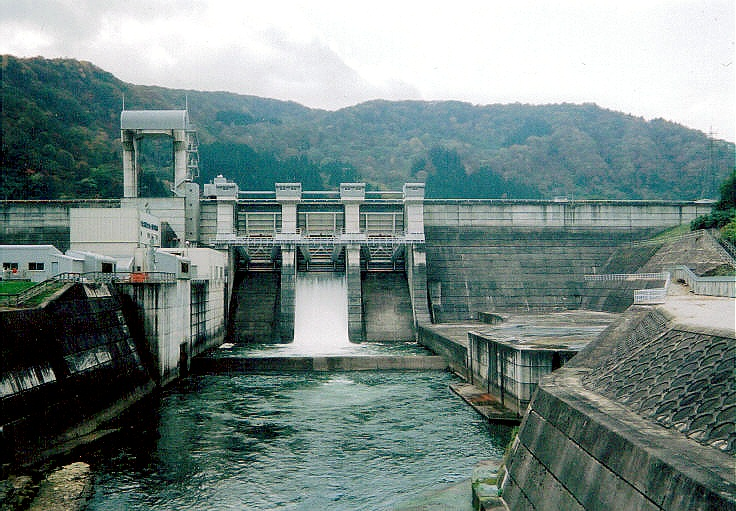
放流中の水ヶ瀞ダム
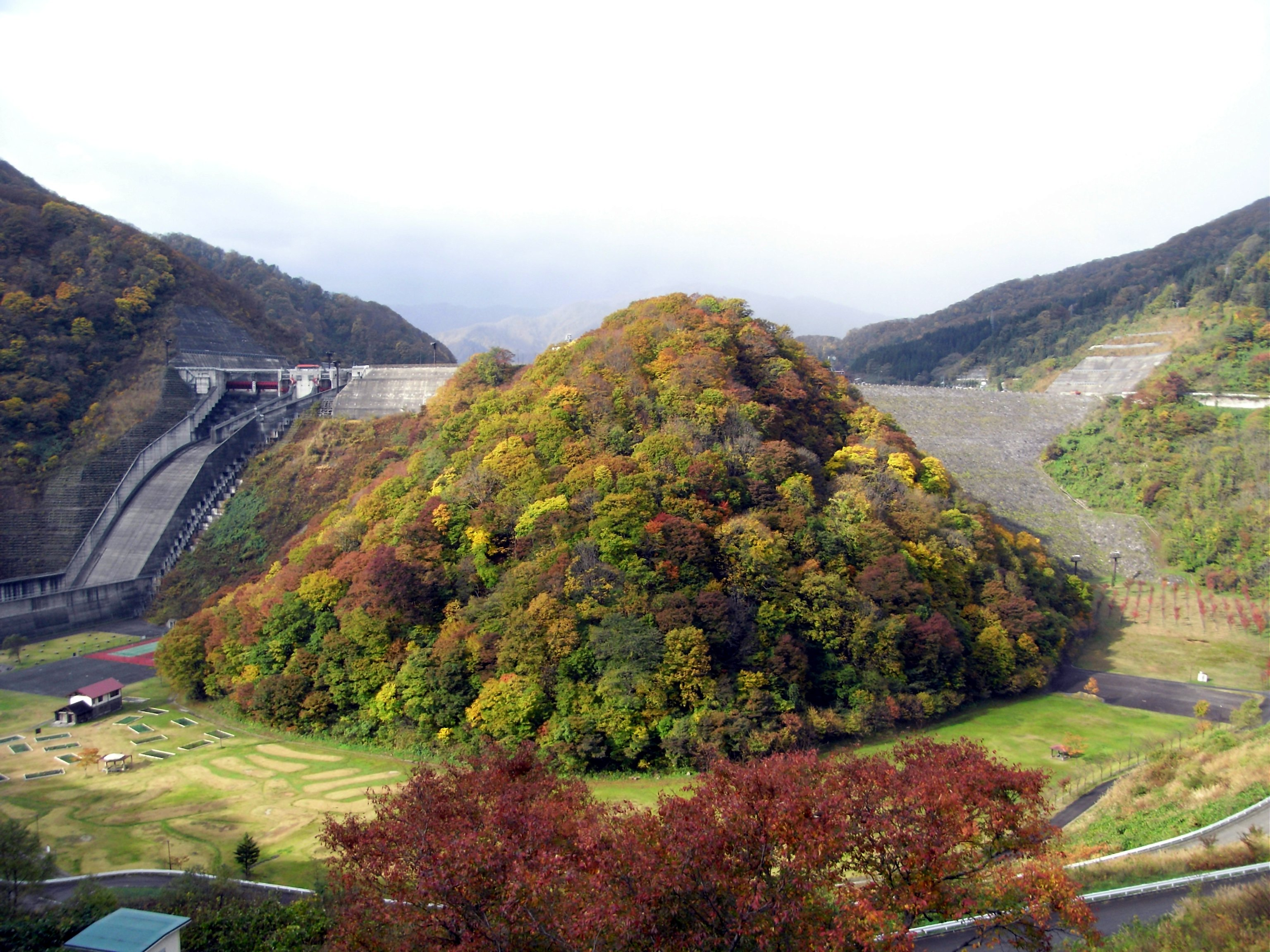
寒河江ダム